# Angela Morris
Angela Morris (* um 1987 in Toronto) ist eine kanadische Jazzmusikerin (Tenorsaxophon, Flöte, Komposition).

## Leben und Wirken
Morris begann mit dem Geigenspiel und erhielt ab dem 10. Lebensjahr Unterricht; sie entschied sich für eine Highschool mit gutem Orchesterprogramm, wo sie dann zum Saxophon wechselte. Dort hatte sie zudem eine von den Riot Grrrls beeinflusste Band, in der sie sang, Gitarre spielte und Songs schrieb. Bis 2008 absolvierte sie den Bachelor-Jazzstudiengang auf dem Humber College in Toronto. Dann nahm sie am internationalen Jazzworkshop am Banff Center teil. Ab 2010 besuchte sie den Masterstudiengang Komposition an der Aaron Copland School of Music des Queens College, City University of New York in New York bei Darcy James Argue. Weiterhin ist sie eine Absolventin des BMI Jazz Composer’s Workshop unter der Leitung von Jim McNeely.
Morris initiierte 2008 ihr Angela Morris Toronto Quintet mit Jon Challoner, Don Scott, Dan Fortin und Ethan Ardelli. In New York gründete sie Rallidae, ein songorientiertes Quintett mit dem kanadischen Sänger Alex Samaras, Gitarrist Dustin Carlson, Bassist Scott Colberg und Schlagzeuger Nico Dann; mit ihm legte sie nach der EP Paper Birds (2014) das Album Turned, and Was (2016) vor. Seit 2015 leitet sie gemeinsam mit Anna Webber die Webber/Morris Big Band, für die sie komponiert und mit der sie 2020 das Album Both Are True auf Greenleaf Music veröffentlichte.
Das Sextett Common Wealth unterhielt sie gemeinsam mit der Saxophonistin Jasmine Lovell-Smith. Gemeinsam mit der Pianistin Cat Toren und dem Schlagzeuger Anthony Taddeo gehört sie zu dem kollaborativen Trio TMT. Außerdem arbeitete sie mit dem Jessica Pavone String Ensemble, Myra Melford, Skellettes, Million Lands (The Ochre World) und Helado Negro. Weiterhin kuratiert sie die allmonatliche Veranstaltungsserie Brackish in Brooklyn.
Im Jahr 2019 wurde sie zum Composer Fellow an der Gabriela Lena Frank Creative Academy of Music in Boonville (Kalifornien) ernannt.